# Hymenomima frankia
Hymenomima frankia là một loài bướm đêm trong họ Geometridae.